# Yū Miura
Yū Miura (三浦 悠 Miura Yū?,  Ōita, Prefectura de Ōita, Japón, 26 de noviembre de 1983) es un actor japonés retirado, previamente afiliado a la agencia Stardust Promotion.

## Biografía
Miura nació el 26 de noviembre de 1983 en la ciudad de Ōita, Japón. En 2003, fue finalista en el 16º Superboy Contest de la revista Junon, pero no ganó. Miura debutó como actor en 2007, interpretando a Satoru Oikawa en la película Arena Romance. En 2008, obtuvo su primer papel protagónico en la serie de drama RH Plus, basada en el manga homónimo. Miura se retiró de la industria del entretenimiento en 2010.

## Filmografía

### Televisión
| Año  | Título    | Papel         | Notas         |
| ---- | --------- | ------------- | ------------- |
| 2008 | RH Plus   | Makoto Nogami | Rol principal |
| 2009 | Saru Lock | Uehara        | Ep. 3-5       |

### Películas
| Año  | Título                  | Papel          | Notas     |
| ---- | ----------------------- | -------------- | --------- |
| 2007 | Arena Romance           | Satoru Oikawa  | Rol debut |
| 2009 | Manatsu no Orion        | Noriaki Kubo   |           |
| 2009 | Kēitai Shōsetsuka no Ai | Tomoki         |           |
| 2010 | Gachinko Shissō Jōtō    | Ranmaru Chōson | [ 3 ]     |

### Shows de variedades
| Año  | Título               | Papel | Notas |
| ---- | -------------------- | ----- | ----- |
| 2008 | Akashiya Sanchanneru |       | TBS   |